# Drapelul Turkmenistanului

Flag ratio: 2:3

Drapelul Turkmenistanului a fost adoptat la 24 ianuarie 2001. Este adesea descris ca fiind unul dintre cele mai amănunțit realizate steaguri ale lumii. 

## Descriere
Pe un fond verde închis, în apropierea lancei steagului, se găsește o bandă verticală roșie pe care se află cinci motive decorative folosite în realizarea covoarelor tradiționale turkmene. La baza benzii roșii se află două ramuri de măslin similare celor de pe steagul Națiunilor Unite, iar sus, în dreapta acesteia, se află o semilună în creștere, în concavitatea căreia se găsesc cinci stele, care formează un dreptunghi ale cărui diagonale sunt perpendiculare pe tangentele interioare ale colțurilor semilunii. 
Culorile verde și roșu sunt culorile istorice ale turkmenilor. Semiluna simbolizează speranța într-un viitor luminos, iar stelele reprezintă cele cinci provincii ale Turkmenistanului: Ahal, Balkan, Dașoguz, Lebap și Mary.
Cele cinci motive de covoare reprezintă cele cinci triburi majore: Teke (Tekke), Yomut (Yomud), Arsary (Ersary), Chowdur (Choudur) și Saryk (Saryq). Tribul Salyr (Salor), ale cărui înfrângeri i-au grăbit declinul înainte de era modernă, nu este reprezentat, ca și triburile și subtriburile de mai mică importanță.

## Istoric

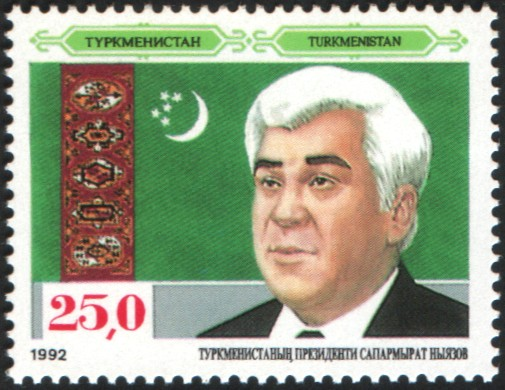
Drapelul şi efigia primului preşedinte al Turkmenistanului independent, Saparmurat Niiazov, pe o marcă poștală turkmenă emisă în 1992, cu valoarea nominală de 25 de manat turkmeni.

Înainte de obținerea independenței, Republica Sovietică Socialistă Turkmenă avea un drapel asemănător cu cele ale celorlalte republici sovietice. După declararea independenței față de Uniunea Sovietică în 1991, Turkmenistanul a renunțat la drapelul Republicii Sovietice Socialiste Turkmene și a adoptat, la 19 februarie 1992, un steag potrivit cu noua situație politică a țării. 
Drapelul nou-adoptat era cu un design extrem de apropiat de cel actual, dar având o altă componență de motive decorative în zona roșie. În 1997, motivele decorative au fost din nou schimbate, pentru ca actualul design să fie versiunea din 2001.

## Sărbătoarea Drapelului
În fiecare an, la 19 februarie, se sărbătorește Ziua Drapelului Republicii Turkmenistan.

## Galerie de imagini

Drapelul Republicii Sovietice Socialiste Turkmene, între 1953-1991
Drapelul Turkmenistanului între 1992 şi 1997
Drapelul Turkmenistanului între 1997 şi 2001